# Motuca
Motuca – miasto i gmina w Brazylii, w stanie São Paulo. Znajduje się w mezoregionie Araraquara i mikroregionie Araraquara.